# Кальде, Тынис
Тынис Кальде (эст. Tõnis Kalde; 11 августа 1976, Таллин) — эстонский футболист, полузащитник. Выступал за национальную сборную Эстонии.

## Биография

### Клубная карьера
Воспитанник футбольной секции «ЛСМК/Пантрид» (Таллин). В высшем дивизионе Эстонии дебютировал в сезоне 1993/94 в составе таллинской «Нормы», сыграв один матч, команда в том сезоне стала серебряным призёром чемпионата.
С 1994 года выступал за клубы, входящие в систему таллинской «Флоры», однако за основной состав «Флоры» не провёл ни одного матча. В высшей лиге играл за «Тервис» (Пярну), «Лелле СК» и «Тулевик» (Вильянди).
В 1998—2000 и 2003 годах играл за «Курессааре», в том числе в 2000 и 2003 годах провёл 18 матчей в высшем дивизионе. В 1999 году стал победителем первой лиги.
В 2000-х годах выступал преимущественно за команды низших дивизионов и не был в них игроком основного состава.
Всего за карьеру в высшей лиге Эстонии сыграл 48 матчей, голов не забивал.

### Карьера в сборной
Выступал за юношеские и молодёжную сборные Эстонии. Участник первого после распада СССР матча сборной страны до 16 лет — 5 июня 1992 года против Финляндии и первого матча сборной до 19 лет — 5 октября 1993 года против Исландии.
В мае 1995 года был включён в экспериментальный состав национальной сборной Эстонии для участия в Кубке Балтии. На турнире принял участие в обоих матчах — против Латвии и Литвы. Эти две игры остались для него единственными в составе сборной.